# مهدی بلالی مود
مهدی بلالی مود (متولد: ۱۳۲۱، مود) پدر علم سم‌شناسی ایران، عضو آکادمی علوم جهان، استاد دانشگاه علوم پزشکی مشهد، عضو فرهنگستان علوم پزشکی جمهوری اسلامی ایران، پزشک نمونه و پژوهشگر برگزیده کشوری از پیشینهایشان است
. وی همچنین عضو کمیته برنامه بین‌المللی ایمنی شیمیایی و سم‌شناسی (IPCS) سازمان بهداشت جهانی، عضو جامعه سم شناسان بالینی اروپا و فدراسیون جهانی سم‌شناسی بالینی بوده و در سال ۱۳۷۳ به عنوان رئیس جامعه سم‌شناسی پزشکی آسیا و اقیانوسیه انتخاب گردید. علاوه بر این، وی عضو هیئت مؤسس و رئیس مرکز تحقیقات سم‌شناسی پزشکی (طی سال‌های ۱۳۹۵–۱۳۹۲) دانشگاه علوم پزشکی مشهد، عضو هیئت مؤسس و رئیس انجمن سم‌شناسی و مسمومیت‌های ایران (طی سال‌های ۱۳۷۸–۱۳۶۹ و 1382-1380) و استاد مدعو دانشگاه نیوکاسل انگلستان بود. او برگزیده پنجمین دوره جایزه علمی علامه طباطبایی بنیاد ملی نخبگان در سال ۱۳۹۸ بود.

## زندگی‌نامه
مهدی بلالی مود روز پانزده ۱۵ شهریور ۱۳۲۱ شمسی در مود بیرجند پا به عرصه وجود نهاد. تحصیلات ابتدائی را در مود و زاهدان و متوسطه را در دبیرستان شوکتی بیرجند (خرداد ماه ۱۳۴۰) به پایان رسانید. تحصیلات دانشگاهی را ابتدا در رشته شیمی و سپس در دانشکده پزشکی دانشگاه تهران آغاز نمود و در خرداد ۱۳۴۳ به اخذ لیسانس شیمی و در خرداد ۱۳۴۹ به دریافت دکتری پزشکی نائل آمد. پس از طی دوره نظام وظیفه درتهران و بیرجند از ۱۳۵۱/۱۲/۱۵ به سمت مربی پزشکی قانونی و سم‌شناسی دانشکده پزشکی مشهد استخدام و مشغول کار گردید.
بلالی در ۱۳۵۴/۱۲/۱۵ به سمت استادیاری و سرپرستی بخش مسمومین بیمارستان امام رضا منصوب شد و طی سال‌های ۱۳۵۵ تا ۱۳۵۷ مدیریت امور آموزشی دانشکده پزشکی مشهد را نیز عهده‌دار بود. وی در تیرماه ۱۳۵۷ با بورس وزارت علوم جهت گذراندن دوره تخصصی سم‌شناسی بالینی در دانشکده پزشکی دانشگاه ادینبورگ عازم بریتانیا شد. بورس نامبرده با انقلاب اسلامی ایران قطع شد ولی بلالی ادامه داد و درکوتاه‌ترین زمان ممکن، به اخذ دکتری تخصصی (.Ph.D) با درجه ممتاز دررشته فارماکولوژی و سم‌شناسی بالینی نائل آمد (تیرماه ۱۳۶۰). پس از دریافت تخصص درمان‌شناسی و فوق تخصص مسمومیت‌ها، در مرداد ماه همان سال با عنوان استادیار دانشکده پزشکی دانشگاه ادینبورگ استخدام و در دپارتمان درمان‌شناسی و مرکز درمان مسمومین بیمارستان سلطنتی ادینبورگ مشغول کار گردید.
بلالی در دی ماه ۱۳۶۰ با عشق خدمت به وطن و در شرایط جنگی به مشهد بازگشت و با سمت استادیار و سرپرست بخش مسمومین بیمارستان امام رضا (ع)، وابسته به دانشکده پزشکی دانشگاه مشهد مشغول کار شد. یک عامل مراجعت وی همراه با خانواده به وطن نبود سم‌شناس پزشکی در آنزمان در ایران و خبر از احتمال حمله شیمیایی ارتش عراق علیه رزمندگان کشور عزیزمان در رسانه‌های بریتانیا بود. نامبرده از شروع بمباران‌های شیمیائی دشمن تا کنون خدمات درمانی ممتدی به مجروحان و جانبازان عزیز شیمیائی جنگی ارائه کرده است. وی در اردیبهشت ۱۳۶۴ به سمت دانشیاری و در مهر ماه ۱۳۷۰ به مقام استادی گروه آموزشی بیماری‌های داخلی دانشکده پزشکی دانشگاه علوم پزشکی مشهد ارتقاء یافت.

## فعالیت‌ها
مهدی بلالی در تأسیس دانشکده علوم پزشکی بیرجند مشارکت داشته و از سال ۱۳۶۷ به عنوان عضو هیئت امنای این دانشکده در مشهد همکاری نموده است. نامبرده از سال ۱۳۸۲ سردبیری مجله علمی دانشگاه علوم پزشکی بیرجند را بر عهده دارد.
بلالی از خرداد ۱۳۶۱ که به عضویت هیئت تحریریه مجله دانشکده پزشکی دانشگاه علوم پزشکی مشهد منصوب گردید، تا کنون همکاری خود را با این مجله حفظ کرده است. نامبرده عضو هیئت مؤسس انجمن سم‌شناسی و مسمومیت‌های کشور و از خرداد ۱۳۷۱ تا مهرماه ۱۳۷۷ و مجدداً از مرداد ۱۳۸۰ تا مهر ماه ۱۳۸۲ ریاست هیئت مدیره این انجمن را عهده‌دار بوده است.
بلالی مود از تیرماه ۱۳۷۰ به مدت سه سال به عنوان عضو کمیسیون پزشکی شورای پژوهش‌های علمی کشور فعالیت داشته است. وی دبیر هفتمین کنگره فیزیولوژی و فارماکولوژی ایران (مهرماه ۱۳۶۴) و سومین کنگره سراسری مسمومیتها (مهرماه ۱۳۷۲) و همچنین مدیر امور بین‌المللی اولین کنگره بین‌المللی پزشکی گازهای شیمیائی جنگی (خرداد ۱۳۶۸) بوده است.
وی در خرداد ۱۳۶۳ به عنوان عضو جامعه سم شناسان بالینی اروپا و در مرداد ۱۳۶۵ به عضویت فدراسیون جهانی سم‌شناسی بالینی و مراکز کنترل سموم و در آبان ۱۳۷۳ به عضویت هیئت مدیره و دبیر منطقه ای مدیترانه شرقی فدراسیون مذکور انتخاب گردید. وی از مرداد ۱۳۶۵ به عنوان کارشناس افتخاری و مشاور سم‌شناسی بالینی سازمان جهانی بهداشت فعالیت داشته و از اسفند ۱۳۶۹ تا کنون سرپرستی چندین گروه کار پروژه سم‌شناسی بین‌المللی (INTOX) این سازمان را عهده‌دار است.
بلالی مود از سال ۱۳۷۹ تا ۱۳۸۹ عضو کمیته برنامه‌ریزی ایمنی شیمیائی و سم‌شناسی (IPCS) سازمان بهداشت جهانی بود. نامبرده در آبان ۱۳۶۹ به سمت نائب رئیس جامعه سم‌شناسی پزشکی آسیا و اقیانوسیه و در آبان ۱۳۷۳ در تایپه پایتخت تایوان به ریاست این جامعه انتخاب گردید و تا آذر ماه ۱۳۸۱ این سمت را به عهده داشت.
وی ریاست اولین کنگره بین‌المللی سم‌شناسی پزشکی آسیا و اقیانوسیه و همچنین پنجمین کنگره سراسری سم‌شناسی و مسمومیت‌ها که در مهر ماه ۱۳۷۶ در دانشگاه علوم پزشکی تهران برگزار شد عهده‌دار بود. نامبرده در بسیاری از همایش‌ها و کنفرانس‌های ملی، بین‌المللی و جهانی درمان‌شناسی، فارماکولوژی و سم‌شناسی بالینی به عنوان سخنران مدعو شرکت نموده و ریاست جلسات و گروه‌های کاری و کارگاهی را دارا بوده است.
بلالی از بدو تأسیس، عضو فرهنگستان علوم پزشکی جمهوری اسلامی ایران و هیئت‌های ممتحنه و ارزشیابی رشته‌های تخصصی سم‌شناسی و مسمومیت‌ها در وزارت بهداشت، درمان و آموزش پزشکی است. نامبرده در خرداد ۱۳۷۶ به عضویت دائم آکادمی علوم جهان (TWAS) که مرکز آن در کشور ایتالیا قرار دارد،انتخاب گردید. بلالی در مرداد ۱۳۸۳ به عضویت شورای علمی مشورتی سازمان منع سلاح‌های شیمیائی (OPCW) در لاهه، هلند انتخاب شد و در پنجمین نشست این شورا در اسفند ۱۳۸۳ به اتفاق آرا به نائب رئیسی این شورا انتخاب گردید. نامبرده تا پایان دوره عضویت در مرداد ۱۳۹۱ این سمت را عهده‌دار بوده است.
بلالی مود طبق حکم قائم مقام رئیس دانشگاه نیوکاسل بریتانیا از ۹ خرداد ۱۳۸۵ لغایت ۱۰ خرداد ۱۳۹۵ استاد مدعو این دانشگاه بوده و با تمدید قراداد استادی نامبرده در این دانشگاه تا ۲۰ خرداد ۱۳۹۸ تمدید گردید. پرفسور بلالی مود عضو هیئت مؤسس و رئیس مرکز تحقیقات سم‌شناسی پزشکی دانشگاه علوم پزشکی مشهد از ۱۳۸۷ تا۱۳۹۶ و همچنین مدیر گروه سم‌شناسی بالینی و مسمومیت‌ها را در دانشکده پزشکی این دانشگاه از بدو تأسیس ۱۳۹۱ تا شهریور ماه ۱۳۹۶ عهده‌دار بوده است.

## تألیفات
بلالی مود صاحب تألیفات و انتشارات متعدد در زمینه‌های شیمی، سم‌شناسی پزشکی، درمان‌شناسی و مسمومیت‌ها شامل ۳۱ کتاب و مونوگراف (تک نگار) به زبان‌های فارسی و انگلیسی و ۱۶۸ مقاله علمی در نشریات پزشکی و مجلات علمی داخلی و خارجی و ۲۹۸ خلاصه مقاله در کنگره‌های علمی و کنفرانس‌های پزشکی کشور و بین‌المللی به زبان‌های فارسی، انگلیسی و فرانسه است. وی راهنمائی و مشاوره رساله‌های دکتری پزشکی (۶۳ مورد)، داروسازی (۳۴ مورد)، تخصصی و فوق تخصصی (۲۱ مورد) را در دانشگاه‌های داخلی و خارجی کشور عهده‌دار بوده است.
1. "تاریخچه استفاده و اپیدمیولوژی ترکیبات موستارد " از کتاب"مبانی پایه و بالینی ترکیبات موستارد"، Springer، ۲۰۱۵
2. سم‌شناسی و فارماکولوژی پایه و بالینی ترکیبات خردل، Springer، ۲۰۱۵
3. سم‌شناسی پایه و بالینی ترکیبات موستارد، Springer، ۲۰۱۵

## جوایز و نشان‌ها
نامبرده جوائز و تقدیر نامه‌های متعددی در زمینه‌های مختلف آموزشی، پژوهشی، بهداشتی و درمانی مرتبط با سم‌شناسی و مسمومیت‌ها در سطح کشور و در مجامع علمی بین‌المللی کسب نموده است. پزشک نمونه سال ۱۳۷۹ کشور و سال ۱۳۸۱ استان خراسان، پژوهشگر نمونه سال ۱۳۶۴ دانشگاه مشهد، پژوهشگر نمونه کشور و دانشگاه علوم پزشکی مشهد در سال ۱۳۸۴، پژوهشگر پیشکسوت برتر سال ۱۳۸۹ استان خراسان رضوی، جوائز بهترین سخنرانی و پوستر از همایش‌های بین‌المللی سم‌شناسی در سال‌های متعدد نظیر کنگره جامعه جهانی فوریتها و حوادث پزشکی در سال ۲۰۰۶ میلادی از جمله افتخارات علمی او هستند.
بلالی در سال ۱۳۹۰ مفتخر به دریافت نشان دولتی پژوهش از ریاست جمهوری اسلامی ایران، بالاترین مدال افتخار از بنیاد بین‌المللی علوم پزشکی پرفسور یلدا و لوح افتخار از جامعه سم‌شناسی پزشکی آسیا و اقیانوسیه گردیده است. علاوه بر این دو جایزه هنری از چهل و نهمین جشنواره منطقه ای سینمای جوان در تیرماه ۱۳۹۲ و چهارمین جشنواره فیلم کوتاه حسنات اصفهان در اسفند ۱۳۹۲ بخاطر حضور در فیلم مستند التیام به کارگردانی علیرضا دهقان که به سفارش سازمان تبلیغات اسلامی از خدمات پزشکی بلالی به مجروحان شیمیایی جنگ تحمیلی ساخته شده دریافت نموده است. جایزه جهانی سال ۲۰۱۵ سازمان منع سلاح‌های شیمیایی شهر لاهه در آذر ۱۳۹۴ از جمله افتخارات علمی بین‌المللی او هستند.
بنیاد ملی نخبگان و دانشگاه علوم پزشکی بیرجند از مهدی بلالی مود به عنوان پدر علم سم‌شناسی با برگزاری همایش ملی نکوداشت در ششم آبان ۱۳۹۵ در زادگاهش (بیرجند و مود) تجلیل نمودند.